# Zipperface - Faccia di cuoio
Zipperface - Faccia di cuoio (Zipperface) è un film del 1992 diretto da Mansour Pourmand.

## Trama
Palm City, California: un maniaco mascherato semina il panico in città. A dargli la caccia c'è la giovane poliziotta Lisa Ryder, da poco promossa a detective.